# Cyathura terryae
Cyathura terryae är en kräftdjursart som beskrevs av Müller 1990. Cyathura terryae ingår i släktet Cyathura och familjen Anthuridae. Inga underarter finns listade i Catalogue of Life.